# Vuelta a Burgos 2021
La Vuelta a Burgos 2021, quarantatreesima edizione della corsa e valevole come ventiquattresima prova dell'UCI ProSeries 2021 categoria 2.Pro, si svolse in cinque tappe dal 3 al 7 agosto 2021 su un percorso di 796 km, con partenza da Burgos e arrivo a Lagunas de Neila, in Spagna. La vittoria fu appannaggio dello spagnolo Mikel Landa, che completò il percorso in 18h30'00", precedendo l'italiano Fabio Aru e l'ucraino Mark Padun.
Sul traguardo di Lagunas de Neila 126 ciclisti, su 146 partiti da Burgos, hanno portato a termine la competizione.

## Tappe
| Tappa  | Data     | Percorso                                   | km  | Vincitore di tappa    | Leader cl. generale |
| ------ | -------- | ------------------------------------------ | --- | --------------------- | ------------------- |
| 1ª     | 3 agosto | Burgos > Burgos                            | 161 | Edward Planckaert     | Edward Planckaert   |
| 2ª     | 4 agosto | Tardajos > Briviesca                       | 175 | Juan Sebastián Molano | Gonzalo Serrano     |
| 3ª     | 5 agosto | Busto de Bureba > Espinosa de los Monteros | 173 | Romain Bardet         | Romain Bardet       |
| 4ª     | 6 agosto | Roa > Aranda de Duero                      | 149 | Juan Sebastián Molano | Romain Bardet       |
| 5ª     | 7 agosto | Comunero de Revenga > Lagunas de Neila     | 146 | Hugh Carthy           | Mikel Landa         |
| Totale | Totale   | Totale                                     | 804 |                       |                     |

## Squadre e corridori partecipanti
| N.      | Cod. | Squadra                |
| ------- | ---- | ---------------------- |
| 1-7     | TBV  | Bahrain Victorious     |
| 11-17   | IGD  | Ineos Grenadiers       |
| 21-27   | MOV  | Movistar Team          |
| 31-37   | APT  | Astana-Premier Tech    |
| 41-47   | BOH  | Bora-Hansgrohe         |
| 51-57   | EFN  | EF Education-Nippo     |
| 61-67   | GFC  | Groupama-FDJ           |
| 71-77   | ISN  | Israel Start-Up Nation |
| 81-87   | BEX  | Team BikeExchange      |
| 91-96   | UAD  | UAE Team Emirates      |
| 101-107 | TQA  | Team Qhubeka NextHash  |

| N.      | Cod. | Squadra                  |
| ------- | ---- | ------------------------ |
| 111-117 | ACT  | AG2R Citroën Team        |
| 121-127 | DSM  | Team DSM                 |
| 131-137 | APF  | Alpecin-Fenix            |
| 141-147 | BBH  | Burgos-BH                |
| 151-157 | TEN  | TotalEnergies            |
| 161-167 | ARK  | Team Arkéa-Samsic        |
| 171-177 | CJR  | Caja Rural-Seguros RGA   |
| 181-187 | EKP  | Equipo Kern Pharma       |
| 191-197 | EUS  | Euskaltel-Euskadi        |
| 201-207 | EOK  | Eolo-Kometa Cycling Team |

## Dettagli delle tappe

### 1ª tappa
- 3 agosto: Burgos > Burgos – 161 km

Risultati
| Pos. | Corridore         | Squadra  | Tempo    |
| ---- | ----------------- | -------- | -------- |
| 1    | Edward Planckaert | Alpecin  | 3h34'42" |
| 2    | Gonzalo Serrano   | Movistar | s.t.     |
| 3    | Vincenzo Albanese | Eolo     | a 1"     |

| Pos. | Corridore         | Squadra  | Tempo    |
| ---- | ----------------- | -------- | -------- |
| 1    | Edward Planckaert | Alpecin  | 3h34'42" |
| 2    | Gonzalo Serrano   | Movistar | s.t.     |
| 3    | Vincenzo Albanese | Eolo     | a 1"     |

### 2ª tappa
- 4 agosto: Tardajos > Briviesca – 175 km

Risultati
| Pos. | Corridore           | Squadra | Tempo    |
| ---- | ------------------- | ------- | -------- |
| 1    | J. Sebastián Molano | UAE     | 3h55'40" |
| 2    | Alberto Dainese     | DSM     | s.t.     |
| 3    | Matteo Trentin      | UAE     | s.t.     |

| Pos. | Corridore         | Squadra  | Tempo    |
| ---- | ----------------- | -------- | -------- |
| 1    | Gonzalo Serrano   | Movistar | 7h30'22" |
| 2    | Edward Planckaert | Alpecin  | s.t.     |
| 3    | Vincenzo Albanese | Eolo     | a 1"     |

### 3ª tappa
- 5 agosto: Busto de Bureba > Espinosa de los Monteros – 173 km

Risultati
| Pos. | Corridore          | Squadra | Tempo    |
| ---- | ------------------ | ------- | -------- |
| 1    | Romain Bardet      | DSM     | 4h14'14" |
| 2    | Domenico Pozzovivo | Qhubeka | a 39"    |
| 3    | Mikel Landa        | Bahrain | s.t.     |

| Pos. | Corridore     | Squadra | Tempo     |
| ---- | ------------- | ------- | --------- |
| 1    | Romain Bardet | DSM     | 11h44'38" |
| 2    | Mikel Landa   | Bahrain | a 45"     |
| 3    | D. Pozzovivo  | Qhubeka | a 58"     |

### 4ª tappa
- 6 agosto: Roa > Aranda de Duero – 149 km

Risultati
| Pos. | Corridore           | Squadra    | Tempo    |
| ---- | ------------------- | ---------- | -------- |
| 1    | J. Sebastián Molano | UAE        | 3h20'28" |
| 2    | Jon Aberasturi      | Caja Rural | s.t.     |
| 3    | Vincenzo Albanese   | Eolo       | s.t.     |

| Pos. | Corridore        | Squadra | Tempo     |
| ---- | ---------------- | ------- | --------- |
| 1    | Romain Bardet    | DSM     | 15h05'06" |
| 2    | Mikel Landa      | Bahrain | a 45"     |
| 3    | David de la Cruz | UAE     | a 1'00"   |

### 5ª tappa
- 7 agosto: Comunero de Revenga > Lagunas de Neila – 146 km

Risultati
| Pos. | Corridore   | Squadra      | Tempo    |
| ---- | ----------- | ------------ | -------- |
| 1    | Hugh Carthy | EF           | 3h23'53" |
| 2    | Einer Rubio | Movistar     | a 5"     |
| 3    | Simon Yates | BikeExchange | a 7"     |

| Pos. | Corridore   | Squadra | Tempo     |
| ---- | ----------- | ------- | --------- |
| 1    | Mikel Landa | Bahrain | 18h30'00" |
| 2    | Fabio Aru   | Qhubeka | a 36"     |
| 3    | Mark Padun  | Bahrain | a 43"     |

## Evoluzione delle classifiche
| Tappa              | Vincitore             | Classifica generale Maglia viola | Classifica a punti Maglia verde | Classifica scalatori Maglia rossa | Classifica giovani Maglia bianca | Classifica a squadre |
| ------------------ | --------------------- | -------------------------------- | ------------------------------- | --------------------------------- | -------------------------------- | -------------------- |
| 1ª                 | Edward Planckaert     | Edward Planckaert                | Edward Planckaert               | Edward Planckaert                 | Santiago Buitrago                | Bahrain Victorious   |
| 2ª                 | Juan Sebastián Molano | Gonzalo Serrano                  | Edward Planckaert               | Edward Planckaert                 | Santiago Buitrago                | Bahrain Victorious   |
| 3ª                 | Romain Bardet         | Romain Bardet                    | Romain Bardet                   | Romain Bardet                     | Santiago Buitrago                | Bahrain Victorious   |
| 4ª                 | Juan Sebastián Molano | Romain Bardet                    | Juan Sebastián Molano           | Romain Bardet                     | Santiago Buitrago                | Bahrain Victorious   |
| 5ª                 | Hugh Carthy           | Mikel Landa                      | Juan Sebastián Molano           | Romain Bardet                     | Einer Rubio                      | Bahrain Victorious   |
| Classifiche finali | Classifiche finali    | Mikel Landa                      | Juan Sebastián Molano           | Romain Bardet                     | Einer Rubio                      | Bahrain Victorious   |

Maglie indossate da altri ciclisti in caso di due o più maglie vinte
- Nella 2ª tappa Vincenzo Albanese ha indossato la maglia verde al posto di Edward Planckaert.
- Nella 2ª e 3ª tappa Johan Jacobs ha indossato la maglia rossa al posto di Edward Planckaert.
- Nella 4ª tappa Edward Planckaert ha indossato la maglia verde al posto di Romain Bardet.
- Nella 4ª e 5ª tappa Geoffrey Bouchard ha indossato la maglia rossa al posto di Romain Bardet.

## Classifiche finali

### Classifica generale - Maglia viola
| Pos. | Corridore         | Squadra  | Tempo     |
| ---- | ----------------- | -------- | --------- |
| 1    | Mikel Landa       | Bahrain  | 18h30'00" |
| 2    | Fabio Aru         | Qhubeka  | a 36"     |
| 3    | Mark Padun        | Bahrain  | a 43"     |
| 4    | Pavel Sivakov     | Ineos    | a 49"     |
| 5    | David de la Cruz  | UAE      | a 52"     |
| 6    | Romain Bardet     | DSM      | a 54"     |
| 7    | Einer Rubio       | Movistar | a 58"     |
| 8    | Santiago Buitrago | Bahrain  | a 1'09"   |
| 9    | Geoffrey Bouchard | AG2R     | a 1'22"   |
| 10   | S. Reichenbach    | Groupama | a 1'40"   |

### Classifica a punti - Maglia verde
| Pos. | Corridore         | Squadra    | Punti |
| ---- | ----------------- | ---------- | ----- |
| 1    | J. S. Molano      | UAE        | 50    |
| 2    | Romain Bardet     | DSM        | 37    |
| 3    | Mikel Landa       | Bahrain    | 33    |
| 4    | Vincenzo Albanese | Eolo       | 32    |
| 5    | Jon Aberasturi    | Caja Rural | 32    |

### Classifica scalatori - Maglia rossa
| Pos. | Corridore         | Squadra  | Punti |
| ---- | ----------------- | -------- | ----- |
| 1    | Romain Bardet     | DSM      | 30    |
| 2    | Hugh Carthy       | EF       | 30    |
| 3    | Mikel Landa       | Bahrain  | 30    |
| 4    | Einer Rubio       | Movistar | 25    |
| 5    | Geoffrey Bouchard | AG2R     | 25    |

### Classifica giovani - Maglia bianca
| Pos. | Corridore         | Squadra  | Tempo     |
| ---- | ----------------- | -------- | --------- |
| 1    | Einer Rubio       | Movistar | 18h30'58" |
| 2    | Santiago Buitrago | Bahrain  | a 11"     |
| 3    | A. Camilo Ardila  | UAE      | a 1'44"   |
| 4    | Tobias Bayer      | Alpecin  | a 3'42"   |
| 5    | Roger Adrià       | Kern     | s.t.      |

### Classifica a squadre
| Pos. | Squadra             | Tempo     |
| ---- | ------------------- | --------- |
| 1    | Bahrain Victorious  | 55h31'44" |
| 2    | Astana-Premier Tech | a 7'40"   |
| 3    | Movistar Team       | a 8'53"   |
| 4    | UAE Team Emirates   | a 8'57"   |
| 5    | AG2R Citroën Team   | a 9'44"   |